# ميرت أكواز
ميرت أكواز (بالتركية: Mert Akyüz) هو لاعب كرة قدم تركي في مركز حراسة المرمى، ولد في 2 أكتوبر 1993 في آق سراي في تركيا. شارك مع منتخب تركيا تحت 20 سنة لكرة القدم. أما مع النوادي، فقد لعب مع أضنة سبور.

## وصلات خارجية
- ميرت أكواز على موقع اتحاد تركيا (لاعب) (الإنجليزية)
- ميرت أكواز على موقع Soccerway.com (الإنجليزية)
- ميرت أكواز على موقع عالم كرة القدم.نت (الإنجليزية)